# Gouffern en Auge
Gouffern en Auge ist eine französische Gemeinde mit 3.644 Einwohnern (Stand 1. Januar 2022) im Département Orne in der Region Normandie. Sie gehört zum Arrondissement Argentan und ist Mitglied im Gemeindeverband Terres d’Argentan Interco.
Sie entstand mit Wirkung vom 1. Januar 2017 als Commune nouvelle durch die Zusammenlegung der bisherigen Gemeinden Silly-en-Gouffern, Aubry-en-Exmes, Avernes-sous-Exmes, Le Bourg-Saint-Léonard, Chambois, La Cochère, Courménil, Exmes, Fel, Omméel, Saint-Pierre-la-Rivière, Survie, Urou-et-Crennes und Villebadin, die in der neuen Gemeinde den Status einer Commune déléguée haben. Der Verwaltungssitz befindet sich im Ort Silly-en-Gouffern.

## Gliederung
| Ortsteil                            | ehemaliger INSEE-Code | Fläche (km²) | Einwohnerzahl zum 1. Januar 2022 |
| ----------------------------------- | --------------------- | ------------ | -------------------------------- |
| Silly-en-Gouffern (Verwaltungssitz) | 61474                 | 39,83        | 391                              |
| Aubry-en-Exmes                      | 61009                 | 09,60        | 316                              |
| Avernes-sous-Exmes                  | 61019                 | 07,03        | 081                              |
| Le Bourg-Saint-Léonard              | 61057                 | 09,25        | 391                              |
| Chambois                            | 61083                 | 08,30        | 380                              |
| La Cochère                          | 61110                 | 12,92        | 147                              |
| Courménil                           | 61131                 | 09,53        | 119                              |
| Exmes                               | 61157                 | 10,43        | 268                              |
| Fel                                 | 61161                 | 07,02        | 270                              |
| Omméel                              | 61315                 | 09,34        | 111                              |
| Saint-Pierre-la-Rivière             | 61449                 | 09,37        | 153                              |
| Survie                              | 61477                 | 13,21        | 160                              |
| Urou-et-Crennes                     | 61496                 | 07,03        | 734                              |
| Villebadin                          | 61504                 | 12,93        | 123                              |

## Geografie

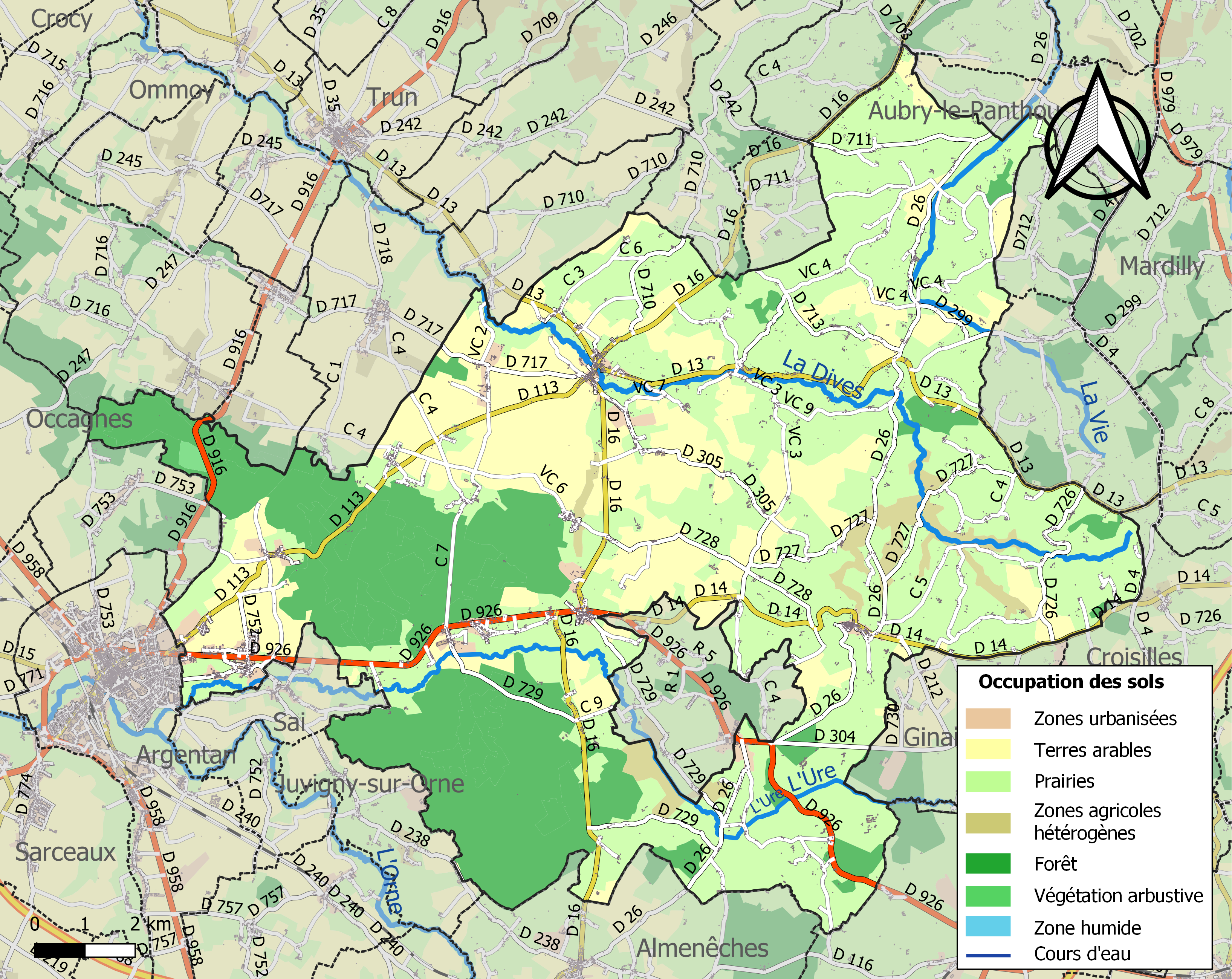
Bodennutzung, Hydrografie und Infrastruktur der Gemeinde (2018)

Gouffern en Auge liegt mit Silly-en-Gouffern etwa 6,5 Kilometer westsüdwestlich des Stadtzentrums von Argentan und etwa 36 Kilometer nördlich von Alençon im Süden der Région naturelle Pays d’Auge. Das Gemeindegebiet grenzt dabei direkt an das von Argentan. Die Gemeinde wird hauptsächlich von den Flüssen Dives, Vie und Ure, einem Nebenfluss der Orne, entwässert.
Teile des Gebiets von Gouffern en Auge gehören zu den Natura 2000-Schutzgebieten „Haute vallée de l’Orne et affluents“ (FR2500099), „Haute Vallée de la Touques et affluents“ (FR2500103) und „Bocages et vergers du sud Pays d’Auge“ (FR2502014) sowie von elf ZNIEFF-Naturzonen.
Gouffern en Auge wird umgeben von den Nachbargemeinden Bailleul, Villedieu-lès-Bailleul und Tournai-sur-Dive im Nordwesten, Saint-Lambert-sur-Dive, Coudehard, Mont-Ormel und Champosoult im Norden, Fresnay-le-Samson, Aubry-le-Panthou und La Fresnaie-Fayel im Nordosten, Ménil-Hubert-en-Exmes und Croisilles im Osten, Ginai und Merlerault-le-Pin im Südosten, Almenêches im Süden, Aunou-le-Faucon und Sai im Südwesten sowie Argentan, Sévigny und Occagnes im Westen. Außerdem wird die Gemeinde Le Pin-au-Haras vollständig von Gouffern en Auge umschlossen.

## Sehenswürdigkeiten
| Name                                    | Ort                     | Bemerkungen | Bild |
| --------------------------------------- | ----------------------- | --- | ---- |
| Menhir, genannt La Pierre Levée         | Silly-en-Gouffern       | Seit 1889 als Monument historique klassifiziert                                                                                       |      |
| Prämonstratenserabtei Silly-en-Gouffern | Silly-en-Gouffern       | Ursprünglich im 12. Jahrhundert erbaut, im frühen 19. Jahrhundert nach der Zerstörung während der Französischen Revolution neu gebaut |      |
| Schloss und Reste des alten Donjons     | Aubry-en-Exmes          | Im 14. Jahrhundert erbaut, seit 1968 als Monument historique klassifiziert                                                            |      |
| Schloss Le Bourg-Saint-Léonard          | Le Bourg-Saint-Léonard  | Errichtet 1767, seit 1942 als Monument historique klassifiziert                                                                       |      |
| Kirche Saint-Gilles de Fougy            | Le Bourg-Saint-Léonard  | Aus dem 12. Jahrhundert, seit 1971 als Monument historique eingeschrieben                                                             |      |
| Reste der Burg                          | Chambois                | 12. Jahrhundert, Donjon als Überbleibsel seit 1901 als Monument historique klassifiziert                                              |      |
| Kirche Saint-Martin                     | Chambois                | 12. Jahrhundert, seit 1914 als Monument historique klassifiziert                                                                      |      |
| Nationalgestüt Le Pin                   | La Cochère              | Im 18. Jahrhundert errichtet, seit 1948, 1949 und 1995 in Teilen als Monument historique klassifiziert oder eingeschrieben            |      |
| Pfarrkirche Saint-Sauveur               | La Cochère              | 13. Jahrhundert |      |
| Schloss Courménil                       | Courménil               | Ende des 18. Jahrhunderts erbaut, seit 1991 in Teilen als Monument historique eingeschrieben                                          |      |
| Kirche Saint-André                      | Exmes                   | Mit Ursprüngen aus dem 11. Jahrhundert, seit 1913 in Teilen als Monument historique klassifiziert                                     |      |
| Burgruine                               | Exmes                   | Im 12. Jahrhundert erbaut, seit 1979 als Monument historique klassifiziert                                                            |      |
| Pfarrkirche Saint-Médard                | Fel                     | Mit Ursprüngen aus dem 12. Jahrhundert                                                                                                |      |
| Pfarrkirche Sainte-Anne                 | Omméel                  | Im 16. Jahrhundert erbaut |      |
| Pfarrkirche Saint-Pierre                | Saint-Pierre-la-Rivière | Mit Ursprüngen aus dem 16. Jahrhundert                                                                                                |      |
| Pfarrkirche Saint-Martin                | Survie                  | 1761 fast vollständig neu errichtet                                                                                                   |      |
| Kirche Notre-Dame-de-la-Nativité        | Urou-et-Crennes         | 16. Jahrhundert |      |
| Kirche Notre-Dame-des-Douleurs          | Urou-et-Crennes         | 16. Jahrhundert |      |
| Herrenhaus Argentelles                  | Villebadin              | Im 15. Jahrhundert erbaut, seit 1926 und 1966 in Teilen als Monument historique klassifiziert oder eingeschrieben                     |      |
| Schloss                                 | Villebadin              | Im 17. Jahrhundert erbaut, seit 1978 in Teilen als Monument historique eingeschrieben                                                 |      |

## Verkehr
Die Departementsstraße D 926, die ehemalige Route nationale 26 von Verneuil-sur-Avre nach Argentan, durchquert das südliche Gemeindegebiet von Ost nach West.